# アフマド・アラエルディン
アフマド・アラエルディン・アブデルモタール（アラビア語: أحمد علاء الدين、Ahmed Alaaeldin AbdelmotaalまたはAhmed Alaa、1993年1月31日 - ）は、エジプト・イスマイリア出身のサッカー選手。アル・ガラファ所属。カタール代表。ポジションはフォワード。

## 経歴
エジプトで生まれ、10歳の時にカタールに移住をした。
2010年、カタール・スターズリーグのアル・ラーヤンSCでプロキャリアをスタートさせた。
2011年、AFCチャンピオンズリーグ2011のエミレーツ・クラブ戦で得点を挙げた。

## 人物
エジプトで暮らしていたが、土木技師をしている父親が2003年に家族をカタールに呼び寄せた。

## 代表歴

### 出場大会
- カタール代表
  - 2022 FIFAワールドカップ

### 試合数
- 国際Aマッチ 63試合 5得点（2013年-）[3]

| カタール代表 | 国際Aマッチ | 国際Aマッチ |
| 年           | 出場        | 得点        |
| ------------ | ----------- | ----------- |
| 2013         | 1           | 0           |
| 2014         | 0           | 0           |
| 2015         | 0           | 0           |
| 2016         | 2           | 0           |
| 2017         | 6           | 0           |
| 2018         | 10          | 1           |
| 2019         | 10          | 0           |
| 2020         | 4           | 0           |
| 2021         | 13          | 0           |
| 2022         | 7           | 0           |
| 2023         | 10          | 4           |
| 2024         |             |             |
| 通算         | 63          | 5           |

## タイトル

### クラブ
アル・ラーヤン
- カタール・スターズリーグ： 2015-16
- カタール・カップ： 2012
- アミールカップ： 2011
- シェイク・ジャシムカップ： 2013

アル・ガラファ
- カタール・スターズカップ： 2017-18, 2018-19

### 代表
カタール代表
- AFCアジアカップ： 2019